# Dammit
Singles de Blink-182
Wasting Time
(1996) Apple Shampoo
(1997)
Pistes de Dude Ranch
Voyeur
(02) Boring
(04)
Dammit est une chanson du groupe Blink-182 qui apparaît sur l'album Dude Ranch. Sa version single est sortie le 23 septembre 1997. Cette chanson est présente sur la compilation Greatest Hits dans une version légèrement différente avec davantage de saturation sur la guitare et avec un roulement de batterie sur l'introduction qui n'est pas présent sur la version originale.

## Liste des pistes
| Dammit | Dammit                 | Dammit    | Dammit | Dammit | Dammit | Dammit | Dammit | Dammit | Dammit |
| No     | Titre                  | Auteur    | Durée  |        |        |        |        |        |        |
| ------ | ---------------------- | --------- | ------ | ------ | ------ | ------ | ------ | ------ | ------ |
| 1.     | Dammit (version radio) | Blink-182 | 2:45   |        |        |        |        |        |        |
| 2.     | Dammit (version album) | Blink-182 | 2:45   |        |        |        |        |        |        |
| 3.     | Zulu                   | Blink-182 | 2:04   |        |        |        |        |        |        |
| 7:34   |                        |           |        |        |        |        |        |        |        |

## Collaborateurs
- Mark Hoppus — Chant, Basse
- Tom DeLonge — Chant, Guitare
- Scott Raynor — Batterie